# Región Norte (Ghana)
La región Norte (en inglés: Northern Region) es una de las dieciséis regiones administrativas de Ghana, la mayor de todas en superficie, pues cuenta con 70,383 km², que es atravesada por los ríos Volta Negro y Blanco, así como por sus afluentes, los ríos Nasia y Daka. Difiere climática, religiosa, lingüística y culturalmente de las dominantes regiones centrales y del sur. Hasta 1960 abarcó la Región Alta, que a su vez se dividió en 1983 en Alta Oriental y Alta Occidental.
Está situada en el norte del país, limitando al noroeste con Ghana Occidental; al noreste con Ghana Oriental; al suroeste con Brong-Ahafo; al sureste con Volta; al oeste con Costa de Marfil; y al este con Togo.

## Distritos con población estimada en septiembre de 2018
- Bole 74,786
- Bunkpurugu Yonyo 146,565
- Chereponi 65,796
- East Gonja 164,513
- Gonja Central 104,692
- Gushiegu 134,599
- Karaga 92,719
- Kpandai 131,602
- Kumbumgu 47,856
- Mamprugu Moagduri 56,834
- Mamprusi Este 146,569
- Mamprusi Oeste 146,561
- Mion 99,143
- Nanumba Norte 170,488
- Nanumba Sur 114,166
- North Gonja 53,844
- Saboba 80,761
- Sagnerigu 175,321
- Savelugu Nanton 167,491
- Sawla-Tuna-Kalba 119,639
- Tamale 269,227
- Tatale 71,791
- Tolon 86,736
- West Gonja 50,504
- Yendi 143,576
- Zabzugu 77,775

## Distritos
Los 18 distritos por los que está compuesta Región Norte son:
- Bole
- Bunkpurugu-Yunyoo
- Gonja Central
- Gonja Occidental
- Gonja Oriental
- Mamprusi Occidental
- Mamprusi Oriental
- Gushiegu
- Karaga
- Nanumba del Norte
- Nanumba del Sur
- Saboba/Chereponi
- Savelugu/Nanton
- Sawla-Tuna-Kalba
- Distrito metropolitano de Tamale
- Tolon/Kumbungu
- Yendi
- Zabzugu/Tatale

## Conflictos étnicos
Las relaciones entre los diferentes grupos étnicos de la región no siempre han sido buenas. Los conflictos entre los Dagomba y los nómadas Kokomba se dan porque a los ojos de muchos de los primeros los otros son intrusos y bandidos sin tierra que sólo llegaron a su territorio en la época colonial. Esas pretensiones, sin embargo, no están sustentadas por las investigaciones realizadas en el área. El enfrentamiento que sostuvieron en 1994 es el peor de la historia nacional. Las hostilidades envolvieron a otros grupos y el conflicto se saldó con varios miles de muertos.